# アニクリ
『アニクリ』は、2004年6月から8月まで毎週木曜深夜に放送していた日本のアニメ系の情報番組。放送回数10話。題名は「アニメクリエイター」の略称の意。
BS-i（現・BS-TBS）で放送、そしてそのBS-i、TBS系で製作されたアニメをピックアップしていた番組。
続編である『アニクリ2005』（アニクリにせんご）は、2005年6月から7月まで毎週木曜深夜に放送していた。放送回数8話。

## 概要
- 『この醜くも美しい世界』の後番組としてそのままアニメマニアを掴む形で放送され、アニメクリエイターを迎えアニメ製作の裏側をトークする番組である。
- TBS局内で最もアニメマニアといわれた向井政生アナウンサー（当時、2023年に在職中死去）が司会を務めている。

## ゲスト

### アニクリ
1. 佐伯昭志（監督：この醜くも美しい世界）
2. 木村真二（美術：スチームボーイ）
3. 阿部記之（監督、音響監督：探偵学園Q）
4. 黒田洋介（シリーズ構成：ゆめりあ）
5. 錦織博（監督：忘却の旋律）
6. 高村和宏（キャラクターデザイン、総作画監督、作画監督、原画：まほろまてぃっく）
7. 豊嶋勇作（CGプロデューサー：アップルシード）
8. 荒谷朋恵（キャラクターデザイン、総作画監督：AIR）
9. 松倉友二（プロデューサー：真月譚 月姫）
10. 松尾衡（監督：ローゼンメイデン）

### アニクリ2005
1. 佐藤裕紀（プロデューサー：これが私の御主人様）
2. 梁邦彦（音楽：英國戀物語エマ） 2005年5月24日
3. 岩浪美和（音響監督：ああっ女神さまっ）
4. 石原立也（監督：AIR）
5. 渡辺剛（音楽：苺ましまろ）
6. 水島精二（監督：劇場版 鋼の錬金術師 シャンバラを征く者）
7. 江草天仁（原作：びんちょうタン）
8. 花田十輝（シリーズ構成：ローゼンメイデン トロイメント）

| BS-i 金曜0：30枠（木曜深夜）  | BS-i 金曜0：30枠（木曜深夜） | BS-i 金曜0：30枠（木曜深夜）                    |
| 前番組                        | 番組名                       | 次番組                                          |
| ----------------------------- | ---------------------------- | ----------------------------------------------- |
| この醜くも美しい世界          | アニクリ                     | 真月譚 月姫（短期集中再放送） →ローゼンメイデン |
| BS-i 金曜1：00枠（木曜深夜）  |                              |                                                 |
| 激☆店 （約2ヶ月間の空きあり） | アニクリ2005                 | 苺ましまろ                                      |